# مقبره آرشاکونی
مقبره آرشاکونی (به ارمنی: Արշակունիների դամբարան) یک مقبره متعلق به کلیسای حواری ارمنی واقع ارمنستان می‌باشد. این آرامگاه در آغتسک، استان آراگاتسوتن واقع شده است. ساخت و ساز مقبره در Mid-late سده ۴ام میلادی؛ و Basilica در اواخر سده ۴ام یا اوایل سده ۵ام میلادی به پایان رسید. این بنا به سبک معماری ارمنی طراحی شده‌است.

## نگارخانه

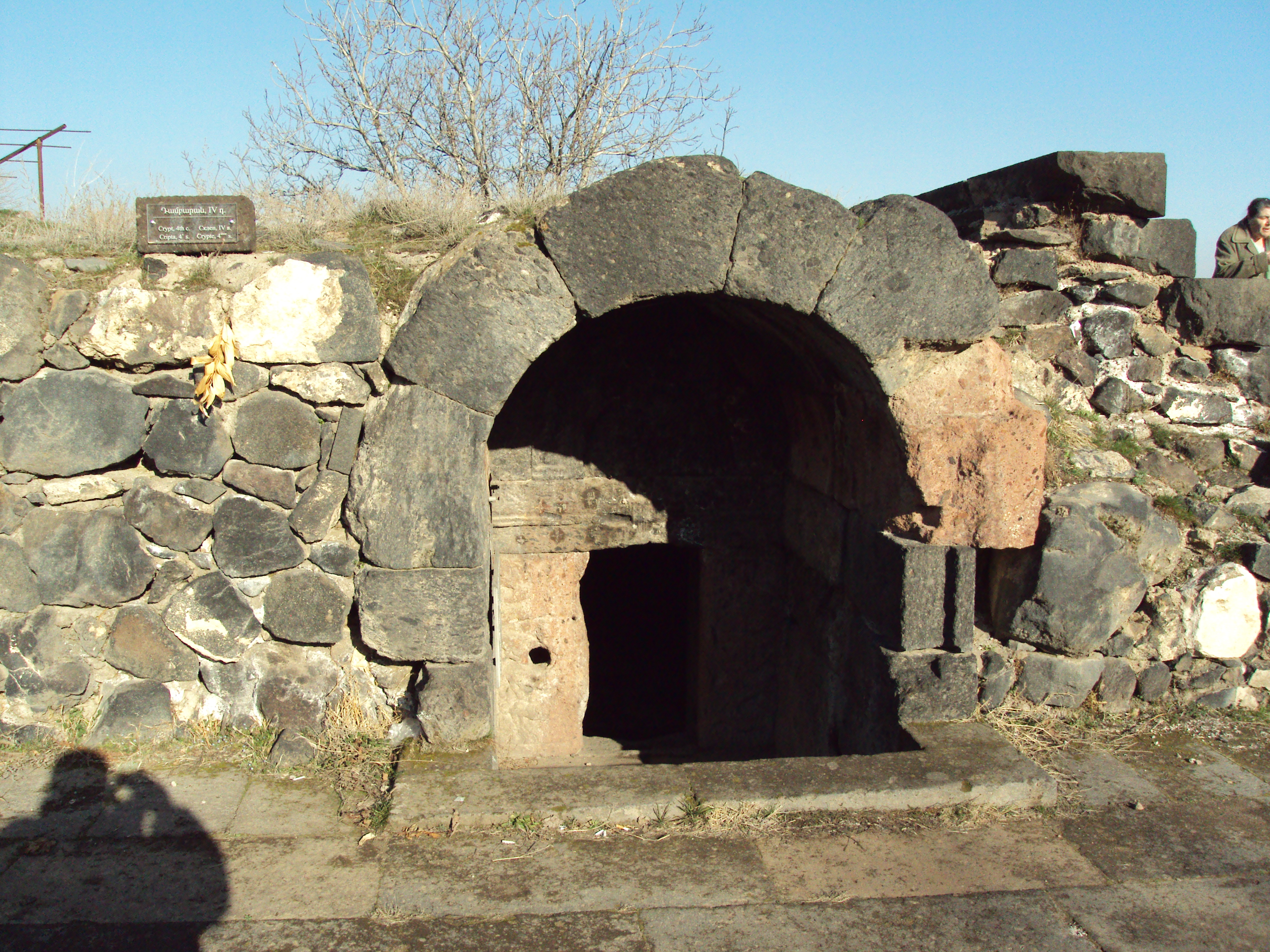
ورودی
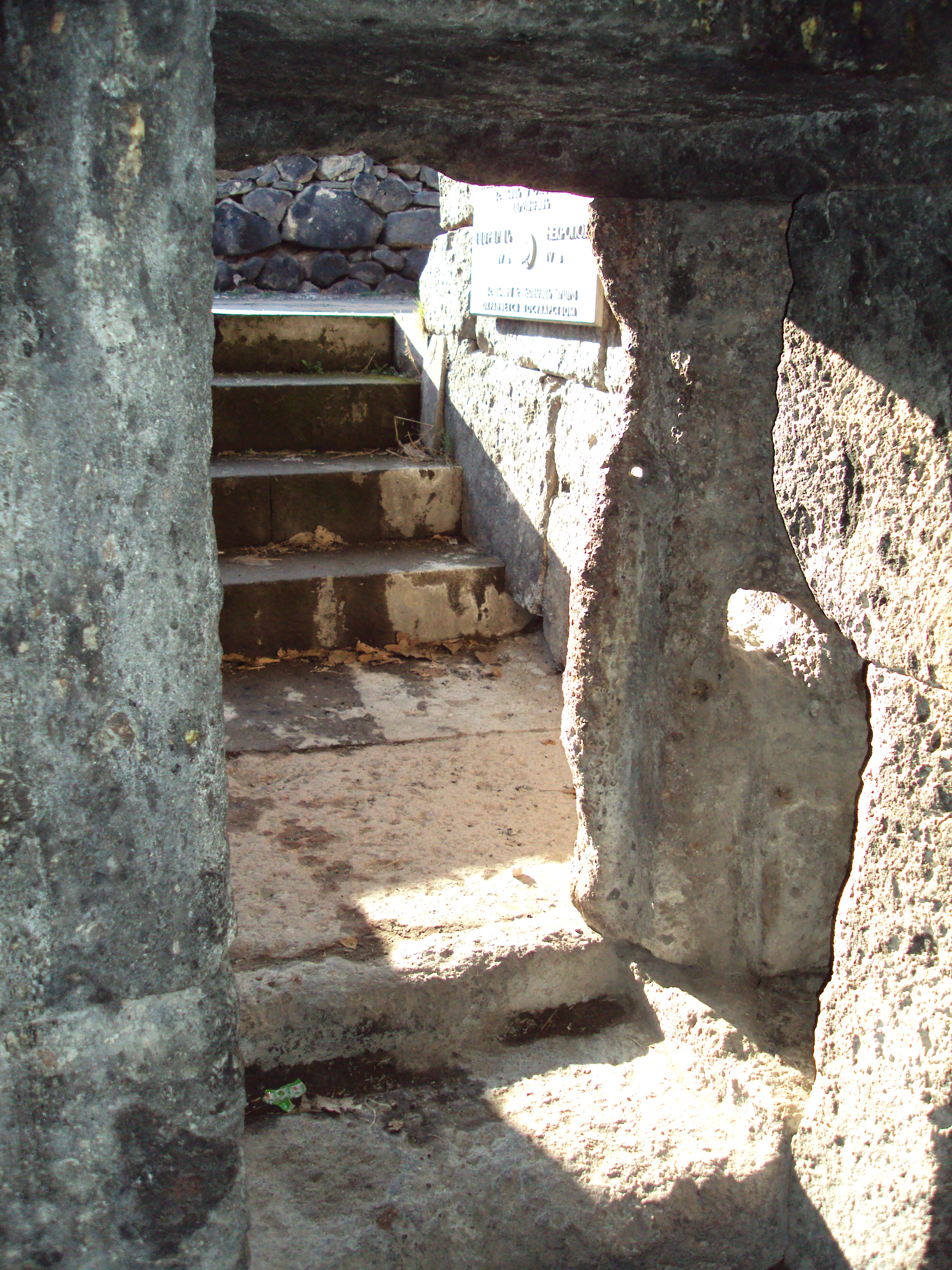
پله‌های ورودی
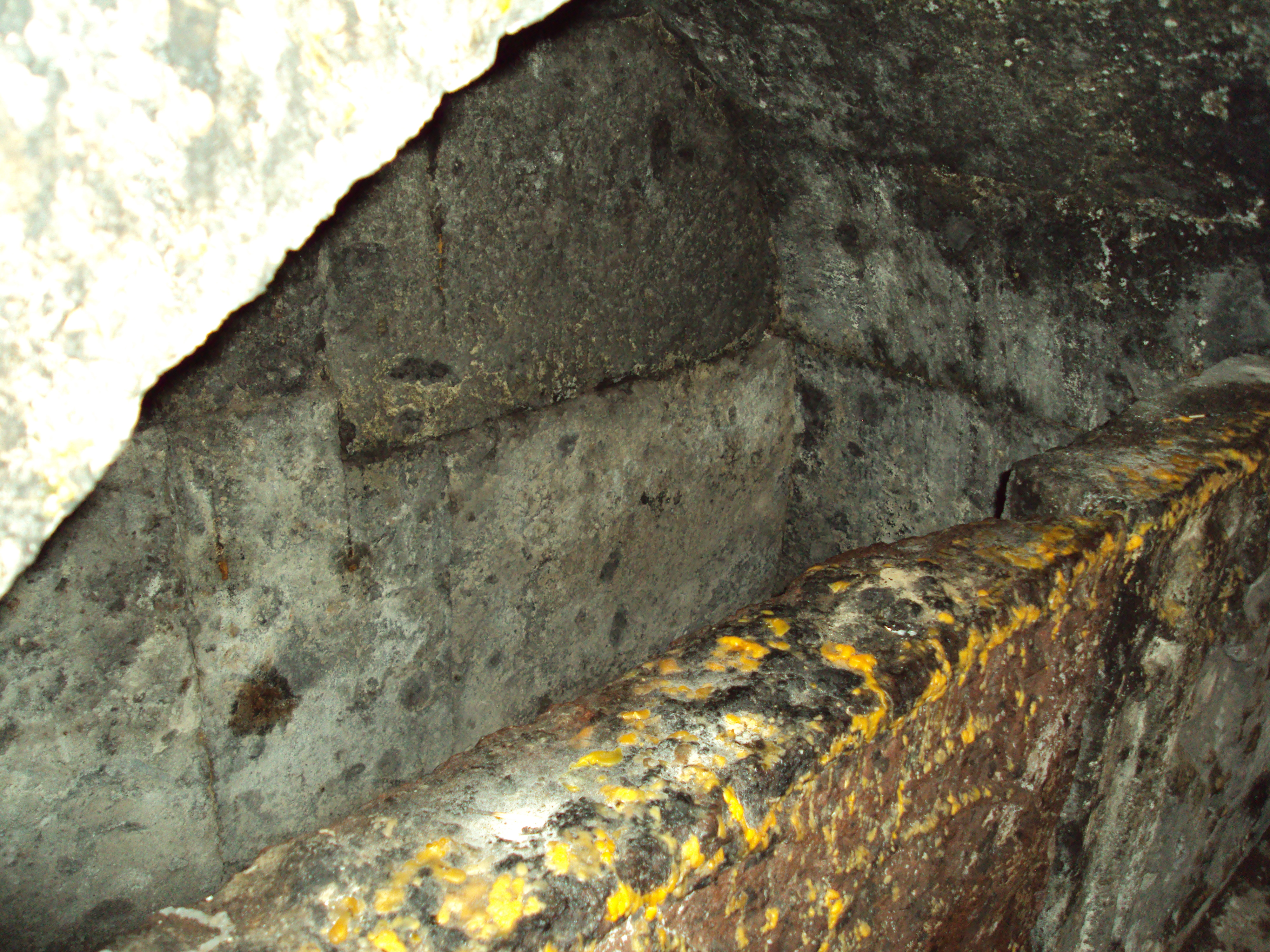
مقبره
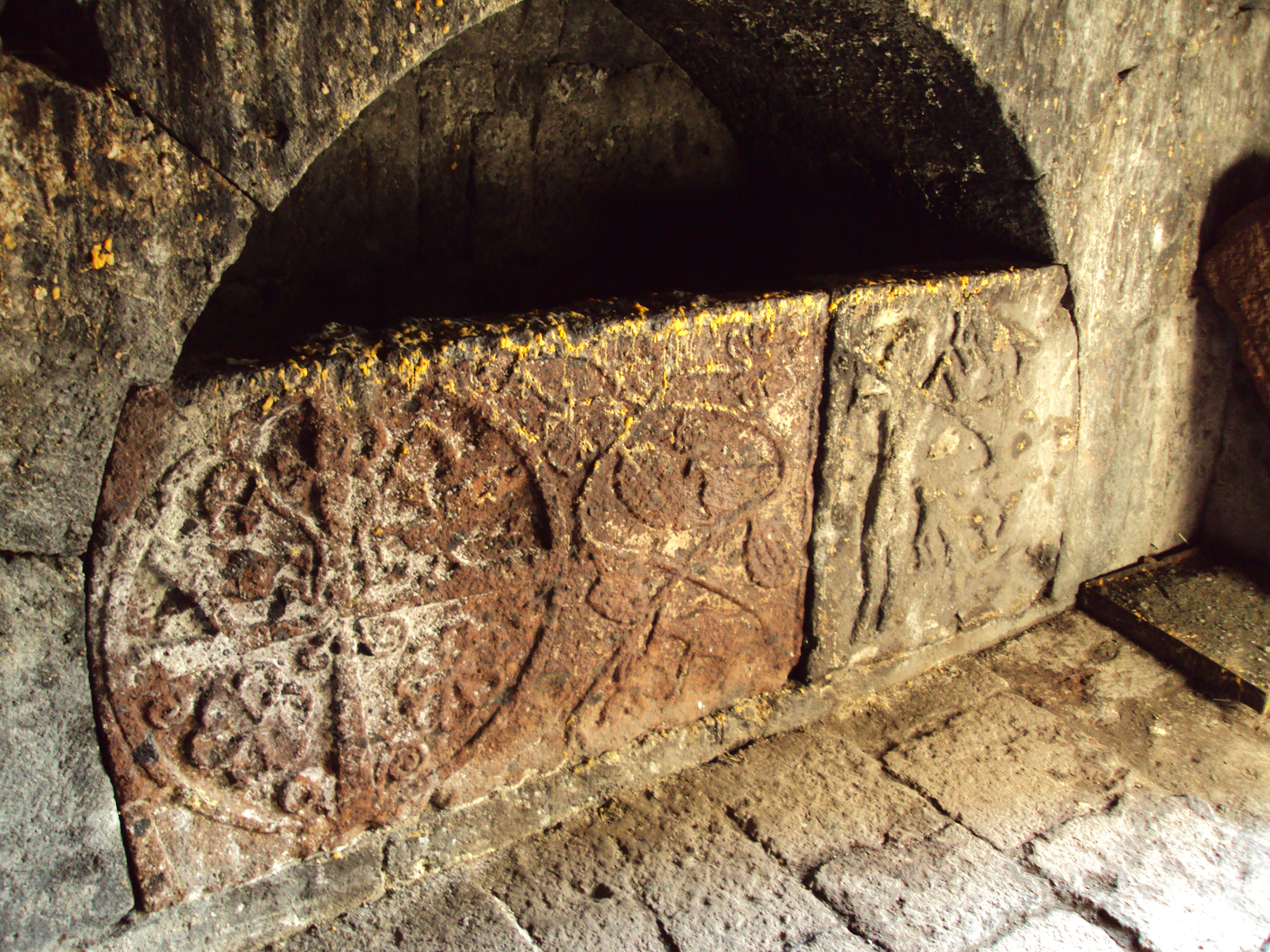
Tomb façade detail